# Timeliopsis griseigula
El mielero habano (Timeliopsis griseigula) es una especie de ave paseriforme de la familia Meliphagidae endémica de Nueva Guinea.

## Distribución y hábitat
Se encuentra únicamente en los bosques húmedos tropicales de Nueva Guinea.